# Sergio García (motorversenyző)
Sergio García Dols (Borriana, 2003. március 22. –) spanyol motorversenyző, az MT Helmets – MSi versenyzője a Moto2-es világbajnokságon.

## Pályafutása

### Fiatalon
Hazájában megnyerte a 2015-ös CEV Challenge 80-at és a 2016-os CEV Pre Moto3-at. 2016-ban lett a tagja az Estrella Galicia Junior Akadémiának. 2017-ben a FIM Moto3 junior világbajnokságon a 7. lett, majd 2018-ban Raúl Fernández mögött a 2. az összetett bajnokságban.

### Moto3
2019-ben a MotoGP világbajnokság Moto3-as kategóriájában indult az Estrella Galicia csapatával, de csak az Amerika nagydíjon tudott először rajthoz állni, mivel nem érte el a kategória alsó korhatárát. Az utolsó előtti versenyhétvégé Malajziában megszerezte első dobogóját, miután második lett. Két héttel később a szezonzáró valenciai nagydíjon megszerezte az első győzelmét. 2021-ben a GasGas Aspar csapattal indult, egy pole-pozíciót és három győzelmet szerzett a szezon során, valamint a világbajnokság bronzérmese lett. 2022-ben Argentínában pole-ból indulva nyerte meg a futamot és átvette ideiglenesen az összetett bajnokságban a vezetést. Portugáliától Ausztriáig ismét vezette a bajnokságot. 2022. szeptember 17-én jelentették be, hogy a Moto2-ben folytatja 2023-ban a Pons csapatával. Thaiföldön Adrián Fernández kiütötte őt és bajnoki reményei egyre esélytelenebbé váltak. A következő versenyen csapattársa Izan Guevara megnyerte a világbajnoki címet. A szezont az összetett másodikként zárta.

### Moto2
2023-ban a katalán és az indiai nagydíjon szerezte meg a szezon legjobb helyezéseit, mégpedig két negyedik helyet. A szezont a 15. helyen fejezte be. Szeptemberben jelentették be, hogy a következő szezonban már a spanyol MT Helmets – MSi csapatánál fog versenyezni. A szezonzáró futamon az első körben a 4-es kanyarba elesett, majd amikor a földön feküt, akkor Izan Guevara eltalálta, nemsokkal később elszállították az orvosi központba. A futam után ő lett a szezon újonca.
2024-ben a szezonnyitó katari nagydíjon a futamon elért harmadik helyével első dobogóját ünnepelhette a Moto2-ben. Az amerikai nagydíjon a harmadik helyről rajtolhatott, majd Arón Canet és Fermín Aldeguer hibáját követően átvette a vezetést és meg is nyerte a versenyt, ezzel első győzelmét aratta a Moto2-ben és átvette a bajnoki vezetést. A francia nagydíjon megszerezte második kategória győzelmét. A következő katalán versenyhétvégén a Moto2-es pályafutása során első alkalommal a pole pozícióból indulhatott, miután az 1:41.894-es ideje körrekordnak számított. Sokáig vezette a bajnokságot, de végül a 4. helyen végzett.
2025-ben is maradt a csapatnál, de már Iván Ortolá csapattársaként.

## Eredményei

### Statisztika
| Szezon   | Géposztály | Motor      | Csapat               | Versenyek | Győzelem | Dobogó | Pole | LKör | Pont | Helyezés |
| -------- | ---------- | ---------- | -------------------- | --------- | -------- | ------ | ---- | ---- | ---- | -------- |
| 2019     | Moto3      | Honda      | Estrella Galicia 0,0 | 17        | 1        | 2      | 0    | 0    | 76   | 15.      |
| 2020     | Moto3      | Honda      | Estrella Galicia 0,0 | 15        | 0        | 2      | 0    | 3    | 90   | 9.       |
| 2021     | Moto3      | Gas Gas    | GasGas Aspar Team    | 16        | 3        | 6      | 1    | 1    | 188  | 3.       |
| 2022     | Moto3      | Gas Gas    | GasGas Aspar Team    | 20        | 3        | 10     | 1    | 0    | 257  | 2.       |
| 2023     | Moto2      | Kalex      | Pons Wegow Los40     | 19        | 0        | 0      | 0    | 0    | 84   | 14.      |
| 2024     | Moto2      | Boscoscuro | MT Helmets – MSi     | 20        | 2        | 5      | 1    | 2    | 191  | 4.       |
| 2025     | Moto2      | Boscoscuro | MT Helmets – MSi     |           |          |        |      |      |      |          |
| Összesen | Összesen   | Összesen   | Összesen             | 108       | 9        | 25     | 3    | 6    | 886  |          |

* Szezon folyamatban.

### Teljes MotoGP-eredménylistája
(Táblázat értelmezése)

(Félkövér: pole-pozícióból indult; dőlt: leggyorsabb kört futott) 

| Év   | Géposztály | Motor      | 1   | 2   | 3   | 4   | 5   | 6   | 7   | 8   | 9   | 10  | 11  | 12  | 13  | 14  | 15  | 16  | 17  | 18  | 19  | 20  | Helyezés | Pont |
| 2019 | Moto3      | Honda      | QAT | ARG | AME | ESP | FRA | ITA | CAT | NED | GER | CZE | AUT | GBR | RSM | ARA | THA | JPN | AUS | MAL | VAL |     | 15.      | 76   |
| ---- | ---------- | ---------- | --- | --- | --- | --- | --- | --- | --- | --- | --- | --- | --- | --- | --- | --- | --- | --- | --- | --- | --- | --- | -------- | ---- |
| 2019 | Moto3      | Honda      |     | Ni  | 19  | Ki  | Ki  | 13  | Ki  | 15  | 11  | Ki  | 27  | 19  | Ki  | 7   | 14  | 5   | Ki  | 2   | 1   |     | 15.      | 76   |
| 2020 | Moto3      | Honda      | QAT | SPA | AND | CZE | AUT | STY | SMR | EMI | CAT | FRA | ARA | TER | EUR | VAL | POR |     |     |     |     |     | 9.       | 90   |
| 2020 | Moto3      | Honda      | 11  | 17  | 8   | 16  | 16  | 10  | 25  | 17  | 4   | 11  | 19  | Ki  | 2   | 2   | 4   |     |     |     |     |     | 9.       | 90   |
| 2021 | Moto3      | Gas Gas    | QAT | DOH | POR | ESP | FRA | ITA | CAT | GER | NED | STY | AUT | GBR | ARA | RSM | AME | EMI | ALG | VAL |     |     | 3.       | 188  |
| 2021 | Moto3      | Gas Gas    | 4   | 23  | 8   | 13  | 1   | 9   | 1   | 7   | 2   | 2   | 1   | 16  | 18  | 4   | Ni  |     | Ki  | 2   |     |     | 3.       | 188  |
| 2022 | Moto3      | Gas Gas    | QAT | IND | ARG | AME | POR | ESP | FRA | ITA | CAT | GER | NED | GBR | AUT | RSM | ARA | JPN | THA | AUS | MAL | VAL | 2.       | 257  |
| 2022 | Moto3      | Gas Gas    | 2   | 4   | 1   | Ki  | 1   | 2   | 7   | 1   | 4   | 3   | 3   | Ki  | 5   | Kiz | 13  | 4   | Ki  | 3   | 3   | 3   | 2.       | 257  |
| 2023 | Moto2      | Kalex      | POR | ARG | AME | ESP | FRA | ITA | GER | NED | GBR | AUT | CAT | RSM | IND | JPN | IND | AUS | THA | MAL | QAT | VAL | 15.      | 84   |
| 2023 | Moto2      | Kalex      | 15  | 5   | Ki  | 11  | 10  | 10  | 11  | 13  | Ki  | 8   | 4   | 11  | 4   | Ki  | 8   | Ki  | Ki  | 25  | 16  | Ki  | 15.      | 84   |
| 2024 | Moto2      | Boscoscuro | QAT | POR | AME | ESP | FRA | CAT | ITA | NED | GER | GBR | AUT | ARA | RSM | EMI | IDN | JPN | AUS | THA | MAL | SLD | 4.       | 191  |
| 2024 | Moto2      | Boscoscuro | 3   | 6   | 1   | 4   | 1   | 2   | 4   | 3   | 7   | 4   | 14  | Ki  | 12  | Ki  | Ki  | 14  | 9   | 12  | 14  | 6   | 4.       | 191  |

* A szezon jelenleg is tart.